# Étienne de Fougères
Étienne de Fougères (XIIe siècle - 23 décembre 1178) est un prélat et écrivain breton, chapelain du roi Henri II d'Angleterre à partir de 1155 puis évêque de Rennes de 1168 à 1178.

## Biographie
Sa biographie est mal connue. Selon l'abbé Amédée Guillotin de Corson, Étienne de Fougères est chapelain d'Henri II d'Angleterre et « appartenait semble-t-il à la noble maison des sires de Fougères » . Cette filiation n'est toutefois pas confirmée par l'historiographie contemporaine.
Après le décès de l'évêque Robert en décembre 1167, Étienne est élu évêque de Rennes en 1168. Outre son œuvre littéraire, poétique et hagiographique, le prélat laisse un résumé des réalisations qu'il a initiées pendant son administration épiscopale à Rennes.
Il meurt le 23 décembre 1178 selon le nécrologue de Saint-Pierre en laissant au chapitre de Rennes une somme de 20 sols sur le recteur de Bourg-Barré pour le frais de son service anniversaire. Le défunt est inhumé dans le haut de la nef de sa cathédrale au coté de l'évêque Alain. Son tombeau a été retrouvé en 1756 avec ses ossements et des fragments de vêtements épiscopaux. On possède également deux de ses sceaux le premier sur lequel il figure assis tenant sa crosse de la main gauche et bénissant de la main droite avec la mention « S. STEPH. RED. ET  REGIS CAPELLANI » et le second de forme ogival de 1174 ou il est représenté debout avec comme légende « Sigillum Stephani Dei Grati Renonenesis Epi. »
Son neveu, Pierre de Fougères, est lui aussi évêque de Rennes de 1210 à 1222.

## Œuvres
Il écrit en latin :
- une vie de saint Firmat (Vita sancti Firmati),
- une vie du bienheureux Vital de Savigny (Vita beati Vitalis de Savigny),
- les Travaux de la cathédrale de Reims.
- un poème sur la vieillesse (De Senectute Carmen)[5].

### Livre des Manières
Entre 1174 et 1178, il écrit en langue romane[réf. nécessaire] pour la comtesse de Heireford le Livre des Manières, poème de 336 quatrains d'octosyllabes (1344 vers). Il y dépeint la société féodale des trois ordres.
Le manuscrit est conservé à la bibliothèque municipale d'Angers et a été édité pour la première fois en 1877 par Ferdinand Talbert avant d’être réédité en 1887 par Josef Kremer, puis en 1979 par Anthony Lodge et en 2013 par Jacques T. E. Thomas.

## Sources
- (la) Jean-Barthélemy Hauréau, Gallia Christiana, vol. XIV Provincia Turonensi, Paris, Firmin-Didot, 1856, p. 750-51 Ecclesia Redonensis XXV Stephanus
- Kerstin Hård af Segerstad (licenciée ès lettres de l’Université d'Upsal), Quelques commentaires sur la plus ancienne chanson d’états française, le Livre de Manières d’Étienne de Fougères, imprimerie Edv. Berling, 1906 (présentation en ligne)Thèse de doctorat soutenue le 29 mai 1906.
- Étienne de Fougères, Le « Livre des manières », Genève, R. Anthony Lodge, 1979, 155 p. (BNF 34628642, présentation en ligne)
- Keith V. Sinclair, « L'inspiration liturgique du Livre des manières d'Étienne de Fougères », Cahiers de civilisation médiévale, vol. 40, nos 40-159,‎ 1997, p. 261-266 (résumé, lire en ligne)
- Étienne de Fougères, Le livre des manières, Paris, Louvain, Jacques T. E. Thomas, coll. « Ktēmata », 2013, 306 p. (ISBN 978-2-7584-0164-3 et 978-90-429-2660-8, BNF 43589735)